# Связь времён (памятник)
«Связь времён» — памятник Константину Циолковскому и Сергею Королёву, установленный в Калуге 9 апреля 2011 года к пятидесятилетнему юбилею первого полёта человека в космос по инициативе международного благотворительного фонда «Диалог культур — Единый мир».
Автором памятника является скульптор Алексей Леонов. В основу композиции положена история о предполагаемой встрече Циолковского и Королёва в 1929 году. Эта встреча не имеет документального подтверждения, информация о ней появилась со слов родственников С. П. Королёва.
Памятник установлен по адресу улица Академика Королёва дом 10А, на пересечении с улицей Константина Циолковского. На церемонии открытия присутствовали руководитель центра подготовки космонавтов С. К. Крикалёв, правнук К. Э. Циолковского С. Н. Самбуров, представители администрации города.
Зимой 2019 года в калужской прессе появилась информация о том, что на скульптуры забрались три подростка, которые там фотографировались и позднее разместили снимки в соцсетях. Позднее администрация города уточнила, что эти действия не нанесли памятнику серьёзного вреда.

## Описание
Памятник представляет собой скульптурную группу, в которую входят полноростовые скульптуры К. Э. Циолковского, держащего в руке модель ракеты, и С. П. Королёва, который опирается на стул. Между фигурами стоит переносной телескоп. Группа помещена на невысокий постамент из розового гранита, к которому ведут три ступени.
Памятник, аналогичный этому, установлен также в Калужской области на территории парка «Этномир».